# Ḫalki
Ḫalki war eine hethitische Getreidegöttin. Ihr entsprach die hattische Göttin Kait. Ḫalki wurde mit der mesopotamischen Getreidegöttin Nisaba und später auch mit dem hurritischen Getreidegott Kumarbi gleichgesetzt.
Ḫalki fand schon im Karum Kaneš Verehrung und wird in den dortigen Texten als Nisaba erwähnt.
In hethitischer Zeit hatte Ḫalki einen Tempel in der hethitischen Hauptstadt Ḫattuša. Auch wenn dieser Tempel der Göttin Ḫalki bereits in althethitischer Zeit existiert haben muss, ist jedoch erst für die Großreichszeit überliefert, dass Ḫalki auf der Büyükkale-Höhe in Ḫattuša einen Tempel besaß. Abgesehen von Ḫattuša wurde Ḫalki auch in den Städten Karaḫna, Ištanuwa und Nerik verehrt. In Nerik ließ Muwatalli II. eine Statue der Göttin Ḫalki direkt gegenüber dem Wettergott von Nerik aufstellen. Zudem hatte Ḫalki in Nerik auch einen eigenen Tempel. Die Verehrung der Göttin Ḫalki wurde von AMA.DINGIR-Priesterinnen übernommen, die mit der Mutter der Götter AMA.DINGIRLIM (hethitisch šiwanzanna) verbunden waren.
Ḫalki spielte auch bei zwei bedeutenden hethitischen Festen eine Rolle: dem KI.LAM-Fest und dem AN.TAḪ.ŠUM-Fest. Beim KI.LAM-Fest wurde Ḫalki zusammen mit dem Gott Šuwaliyat verehrt. Während des KI.LAM-Festes spielte ihr Tempel eine wichtige Rolle, denn vor dem Tempel der Ḫalki empfing der hethitische König den Tribut verschiedener Städte.
Zudem wurde Ḫalki in einem Ritual zur Verehrung des großen Meeres (Mittelmeer) und des rätselhaften tarmana-Meeres aus dem 13. Jahrhundert v. Chr. erwähnt.
Ḫalki bildete zusammen mit ihrer Tochter eine Dyade. Diese Tochter hieß ebenfalls Ḫalki und verkörperte die junge Saat.